# گامانیا
گامانیا (انگلیسی: Gamania) شرکت بازی ویدئویی تایوانی است، که در سال ۱۹۹۵ تأسیس شد.